# WDF Asia-Pacific Cup
Der WDF Asia-Pacific Cup ist eine von vier Kontinentalmeisterschaften des offiziellen Darts-Weltverbandes WDF. An ihr nehmen Spieler aus Asien sowie Australien und Ozeanien teil. Sie findet alle zwei Jahre statt, zuletzt im Jahr 2018 im Südkoreanischen Seoul.

## Geschichte
Vor dem WDF Asia-Pacific Cup gab es bereits den WDF Pacific Cup, welcher von 1976 bis 1996 ausgetragen wurde. An ihm nahmen Spieler aus den Anrainerstaaten des Pazifiks in Asien, Australien und Ozeanien, sowie Nordamerikas teil. Es wurden insgesamt sechs Disziplinen ausgetragen (Herreneinzel, Herrendoppel, Dameneinzel, Damendoppel, Mixeddoppel, Mixedteam). Nach vierjähriger Pause Ende der 1990er-Jahre wurde das Turnier jedoch in den WDF Asia-Pacific Cup umgewandelt. Erstmalig ausgetragen wurde dieser dann im Jahr 2000 dann in Manila.
Die Ausgabe 2020 wurde aufgrund der COVID-19-Pandemie vorsorglich abgesagt.

## Modus
Seit 2018 werden Medaillen in den Kategorien Herreneinzel, Herrendoppel, Dameneinzel, Damendoppel sowie Mixedteam vergeben. Am Ende werden die Leistungen der Spieler einer Nation in einer Rangliste zusammengefasst. Das Land, welches am Ende die Rangliste anführt, gewinnt diese.

## Ergebnisse

### Herren

#### Herreneinzel
| Jahr | Austragungsort    | Sieger                                  | Ergebnis                                | Gegner                                  |                                         |
| ---- | ----------------- | --------------------------------------- | --------------------------------------- | --------------------------------------- | --------------------------------------- |
| 2000 | Manila            | Warren Parry                            | 4 : 3                                   | Tengku-Hadzali Shah                     |                                         |
| 2002 | Bangkok           | Herbie Nathan                           | 4 : 3                                   | Peter Hunt                              |                                         |
| 2004 | Singapur          | Robert Grant                            | 4 : 1                                   | Warren Parry                            |                                         |
| 2006 | Kuala Lumpur      | Abdul-Ghani Amin                        | 4 : 3                                   | Warren Parry                            |                                         |
| 2008 | Palmerston North  | Peter Machin                            | 4 : 2                                   | Derrick Samson                          |                                         |
| 2010 | Tokio             | Koha Kokiri                             | 4 : 1                                   | Morihito Hashimoto                      |                                         |
| 2012 | Darwin            | Kenichi Ajiki                           | 4 : 0                                   | Keith Sheppard                          |                                         |
| 2014 | Hongkong          | Mohd-Nasir Bin Jantan                   | 4 : 3                                   | Joe Ng                                  |                                         |
| 2016 | Ibaraki           | Justin Thompson                         | ? : ?                                   | Peter Machin                            |                                         |
| 2018 | Seoul             | Min-Seok Choi                           | 4 : 3                                   | Ben Robb                                |                                         |
| 2020 | Chinesisch Taipeh | Abgesagt aufgrund der COVID-19-Pandemie | Abgesagt aufgrund der COVID-19-Pandemie | Abgesagt aufgrund der COVID-19-Pandemie | Abgesagt aufgrund der COVID-19-Pandemie |
| 2022 | Chinesisch Taipeh | Abgesagt aufgrund der COVID-19-Pandemie | Abgesagt aufgrund der COVID-19-Pandemie | Abgesagt aufgrund der COVID-19-Pandemie | Abgesagt aufgrund der COVID-19-Pandemie |
| 2024 | Taipeh            | Mitsuhiko Tatsunami                     | 6 : 3                                   | Altantulkhuur Myagmarsuren              |                                         |

#### Herrendoppel
| Jahr | Austragungsort    | Sieger                                  | Ergebnis                                | Gegner                                              |                                         |
| ---- | ----------------- | --------------------------------------- | --------------------------------------- | --------------------------------------------------- | --------------------------------------- |
| 2000 | Manila            | Tengku-Hadzali Shah/Hardip Singh        | 4 : 3                                   | Alan Thomson/Stuart Leach                           |                                         |
| 2002 | Bangkok           | Anthony Fleet/Graham Hunt               | 4 : 3                                   | Benedicto Ybanes/Robert Calupit                     |                                         |
| 2004 | Singapur          | Hiroshi Watanobe/Daisuke Takeyama       | 4 : 3                                   | Cheng-Chee Poh/Paul Morier                          |                                         |
| 2006 | Kuala Lumpur      | Koji Aoki/Taro Yachi                    | 4 : 3                                   | Lourence Ilagan/Roberto Concepcion                  |                                         |
| 2008 | Palmerston North  | Selbaraju Subramaniam/Anandan Tandrian  | 4 : 2                                   | Taro Yachi/Koji Aoki                                |                                         |
| 2010 | Tokio             | Anthony Fleet/Geoff Kime                | 4 : 2                                   | Royden Lam/Scott MacKenzie                          |                                         |
| 2012 | Darwin            | Rob Modra/Darren Webster                | 4 : 0                                   | Craig Caldwell/Jonathan Silcock                     |                                         |
| 2014 | Hongkong          | Eddy Sims/Mitchell Clegg                | 4 : 2                                   | Peter Machin/James Bailey                           |                                         |
| 2016 | Ibaraki           | Adam Rowe/Justin Thompson               | ? : ?                                   | Katsuya Aiba/Hiroto Ichimiya                        |                                         |
| 2018 | Seoul             | Justin Thomspon/Adam Rowe               | 4 : 3                                   | Tahuna Irwin/Ben Robb                               |                                         |
| 2020 | Chinesisch Taipeh | Abgesagt aufgrund der COVID-19-Pandemie | Abgesagt aufgrund der COVID-19-Pandemie | Abgesagt aufgrund der COVID-19-Pandemie             | Abgesagt aufgrund der COVID-19-Pandemie |
| 2022 | Chinesisch Taipeh | Abgesagt aufgrund der COVID-19-Pandemie | Abgesagt aufgrund der COVID-19-Pandemie | Abgesagt aufgrund der COVID-19-Pandemie             | Abgesagt aufgrund der COVID-19-Pandemie |
| 2024 | Taipeh            | Ho Tung Ching/Yu Kwong Tang             | 5 : 1                                   | Altantulkhuur Myagmarsuren/Jargalsaikhan Ulziibuyan |                                         |

#### Herrenteam
| Jahr | Austragungsort | Sieger                                                                   | Ergebnis | Gegner                                                                                          |
| ---- | -------------- | ------------------------------------------------------------------------ | -------- | ----------------------------------------------------------------------------------------------- |
| 2024 | Taipeh         | Chinesisch Taipeh Teng-Lieh Pupo Hung-Kuang Tai Lin-Chun Pan Ren-Jun Wen | 9 : 3    | Mongolei Odchüü Chundaganai Altantulkhuur Myagmarsuren Jargalsaikhan Ulziibuyan Amartugs Baatar |

### Damen

#### Dameneinzel
| Jahr | Austragungsort    | Sieger                                  | Ergebnis                                | Gegner                                  |                                         |
| ---- | ----------------- | --------------------------------------- | --------------------------------------- | --------------------------------------- | --------------------------------------- |
| 2000 | Manila            | Yukari Nishikawa                        | 4 : 3                                   | Dot McLeod                              |                                         |
| 2002 | Bangkok           | Jannette Jonathan                       | 4 : 1                                   | Tracie Jones                            |                                         |
| 2004 | Singapur          | Megan Smith                             | 4 : 1                                   | Jannette Jonathan                       |                                         |
| 2006 | Kuala Lumpur      | Megan Smith                             | 4 : 0                                   | Sahar Zohouri                           |                                         |
| 2008 | Palmerston North  | Corrine Hammond                         | 4 : 0                                   | Mihi George                             |                                         |
| 2010 | Tokio             | Jannette Jonathan                       | 4 : 1                                   | Naoki Komine                            |                                         |
| 2012 | Darwin            | Corrine Hammond                         | 4 : 2                                   | Natalie Carter                          |                                         |
| 2014 | Hongkong          | Asako Hiyama                            | 4 : 1                                   | Fanny Cheung                            |                                         |
| 2016 | Ibaraki           | Mikuru Suzuki                           | ? : ?                                   | Corrine Hammond                         |                                         |
| 2018 | Seoul             | Mikuru Suzuki                           | 4 : 0                                   | Hye-Jin Choi                            |                                         |
| 2020 | Chinesisch Taipeh | Abgesagt aufgrund der COVID-19-Pandemie | Abgesagt aufgrund der COVID-19-Pandemie | Abgesagt aufgrund der COVID-19-Pandemie | Abgesagt aufgrund der COVID-19-Pandemie |
| 2022 | Chinesisch Taipeh | Abgesagt aufgrund der COVID-19-Pandemie | Abgesagt aufgrund der COVID-19-Pandemie | Abgesagt aufgrund der COVID-19-Pandemie | Abgesagt aufgrund der COVID-19-Pandemie |
| 2024 | Taipeh            | Yukie Sakaguchi                         | 6 : 1                                   | Areum Kim                               |                                         |

#### Damendoppel
| Jahr | Austragungsort    | Sieger                                  | Ergebnis                                | Gegner                                    |                                         |
| ---- | ----------------- | --------------------------------------- | --------------------------------------- | ----------------------------------------- | --------------------------------------- |
| 2000 | Manila            | Marion Morgan/Jannette Jonathan         | 4 : 0                                   | Connie-Loo Sim-Woo/Nancy Ambrose          |                                         |
| 2002 | Bangkok           | Paulita Villanueva/Janice Hinojales     | 4 : 3                                   | Megan Windle/Jannette Jonathan            |                                         |
| 2004 | Singapur          | Megan Smith/Jannette Jonathan           | 4 : 0                                   | Yukari Nishikawa/Mayumi Ouchi             |                                         |
| 2006 | Kuala Lumpur      | Jannette Jonathan/Megan Smith           | 4 : 3                                   | Alice Koh-Chiew-Hong/Callie-Teoh Lay-Khim |                                         |
| 2008 | Palmerston North  | Corrine Hammond/Louise Ball             | 4 : 3                                   | Mayumi Ouchi/Yuka Hamasaki                |                                         |
| 2010 | Tokio             | Corrine Hammond/Lavinia Hogg            | 4 : 0                                   | Jannette Jonathan/Mihi George             |                                         |
| 2012 | Darwin            | Natalie Carter/Corrine Hammond          | 4 : 2                                   | Jo Steed/Margaret Luke                    |                                         |
| 2014 | Hongkong          | Corrine Hammond/Lorraine Burn           | 4 : 2                                   | Mayumi Ouchi/Asako Hiyama                 |                                         |
| 2016 | Ibaraki           | Corrine Hammond/Natalie Carter          | ? : ?                                   | Mikuru Suzuki/Sayaka Kameo-Inoue          |                                         |
| 2018 | Seoul             | Tori Kewish/Leanne-Maree Wilson         | 4 : 3                                   | Jo Steed/Chenesse Kauika                  |                                         |
| 2020 | Chinesisch Taipeh | Abgesagt aufgrund der COVID-19-Pandemie | Abgesagt aufgrund der COVID-19-Pandemie | Abgesagt aufgrund der COVID-19-Pandemie   | Abgesagt aufgrund der COVID-19-Pandemie |
| 2022 | Chinesisch Taipeh | Abgesagt aufgrund der COVID-19-Pandemie | Abgesagt aufgrund der COVID-19-Pandemie | Abgesagt aufgrund der COVID-19-Pandemie   | Abgesagt aufgrund der COVID-19-Pandemie |
| 2024 | Taipeh            | Yunji Kim/Areum Kim                     | 4 : 0                                   | Kiyo Shimizu/Shiori Sato                  |                                         |

#### Damenteam
| Jahr | Austragungsort | Sieger                                                      | Ergebnis | Gegner                                                      |
| ---- | -------------- | ----------------------------------------------------------- | -------- | ----------------------------------------------------------- |
| 2024 | Taipeh         | Japan Mayumi Ouchi Kiyo Shimizu Yukie Sakaguchi Shiori Sato | 9 : 3    | Hongkong Tin-Yee Ip Tsz Ching Lee Kit Ying Chan Pui Shan Ko |

### Mixedteam
| Jahr | Austragungsort   | Sieger | Ergebnis | Gegner |
| ---- | ---------------- | --- | -------- | --- |
| 2000 | Manila           | Neuseeland Warren Parry Herbie Nathan Janette Jonathan Alan Thomson Marion Morgan Stuart Leach                                | 4 : 3    | Australien Wayne Weening Tony David Steve Duke Peter Hinkley Dot McLeod Tracie James                           |
| 2002 | Bangkok          | Philippinen Benedicto Ybanes Celso Parfan III Robert Calupit Joseph Domanais Paulita Villanueva Janice Hinojales              | 4 : 2    | Neuseeland Robert Grant Peter Hunt Warren Parry Herbie Nathan Jannette Jonathan                                |
| 2004 | Singapur         | Neuseeland Megan Smith Jannette Jonathan Robert Grant Bernie Smith Warren Parry Herbie Nathan                                 | 4 : 0    | Japan Yukari Nishikawa Mayumi Ouchi Tetsuyuki Sato Masatami Ohuchi Daisuke Takeyama Hiroshi Watanobe           |
| 2006 | Kuala Lumpur     | Philippinen Lourence Ilagan Ronald Briones Roberto Conception Rizal Barellano Analiza Awitan Roselyn Noble                    | 4 : 2    | Malaysia Tengku-Hadzali Shah Selbaraju Subramaniam Raku-Nathan Ratman Daisy Jok Abdul-Ghani Amin Norlaiza Jaya |
| 2008 | Palmerston North | Australien Tony David Kyle Anderson Corrine Hammond Eddy Sims Louise Ball Peter Machin                                        | 4 : 2    | Neuseeland Bernie Smith Derrick Samson Mihi George Greg Moss Jane Harrington Wayne Carey                       |
| 2010 | Tokio            | Australien Anthony Fleet Beau Anderson Corrine Hammond Kyle Anderson Geoff Kime Lavinia Hogg                                  | 4 : 0    | Japan Atsushi Takeuchi Morihiro Hashimoto Taro Yachi Kenichi Ajiki Mayumi Ouchi Naoki Komine                   |
| 2012 | Darwin           | Australien Andrew Townes Peter Machin Darren Webster Rob Modra Natalie Carter Corrine Hammond                                 | 4 : 2    | Japan Kenichi Ajiki Taro Yachi Takuya Goto Shouichi Hayashi Mayumi Ouchi Mikuru Suzuki                         |
| 2014 | Hongkong         | Malaysia Kesava Roa Mohd-Nasir Bin Jantan Rohana-Mohd Jalil Zulrizan Bin Azdan Bernadette-Philippa Walter Norhisame bin Wahab | 4 : 2    | Hongkong Joe Ng Alex Hon Fanny Cheung Haze Leung Meo Li Ho-Yin Shek                                            |
| 2016 | Ibaraki          | Australien Natalie Carter Corrine Hammond Adam Rowe Raymond Smith Peter Machin Justin Thompson                                | ? : ?    | Hongkong Abei Ko Rain Wong Joey Tam Scott MacKenzie Ho-Yin Shek Kai Fan Leung                                  |
| 2018 | Seoul            | Japan Masaki Takahashi Yuya Goto Daisuke Dobashi Ryuki Morikubo Mikuru Suzuki Tomoko Kan                                      | 4 : 3    | Hongkong Joe Ng Lam Kwok-Wai Cathy Leung Alex Hon Cathy Leung Wallace Mok                                      |